# Phyllomys kerri
Phyllomys kerri é uma espécie de roedor da família Echimyidae.
É endêmica do Brasil, onde é conhecida apenas do município de Ubatuba, São Paulo.